# Yoshimasa Fujita
Yoshimasa Fujita (藤田 芳正 Fujita Yoshimasa?), född 23 juli 1979 i Saitama prefektur, är en japansk före detta fotbollsspelare.
Fujita började sin karriär 2002 i Montedio Yamagata. Han spelade 21 ligamatcher för klubben. Han avslutade karriären 2003.